# Łebień (gmina)
Łebień – dawna gmina wiejska istniejąca w latach 1945–1954 i 1973–1976 w woj. gdańskim, a następnie w woj. słupskim (dzisiejsze woj. pomorskie). Siedzibą władz gminy był Łebień.
Gmina Łebień powstała po II wojnie światowej (1945) na terenie tzw. Ziem Odzyskanych (tzw. III okręg administracyjny – Pomorze Zachodnie). 25 września 1945 gmina – jako jednostka administracyjna powiatu lęborskiego – została powierzona administracji wojewody gdańskiego, po czym z dniem 28 czerwca 1946 roku weszła w skład woj. gdańskiego. Według stanu z 1 lipca 1952 roku gmina była podzielona na 10 gromad: Białogarda, Garczegorze, Janowice, Janowiczki, Kopaniewo, Krępa Kaszubska, Lędziechowo, Łebień, Rekowo i Tawęcino. Gmina została zniesiona 29 września 1954 wraz z reformą wprowadzającą gromady w miejsce gmin.
Jednostkę reaktywowano 1 stycznia 1973 w tymże powiecie i województwie. 1 czerwca 1975 gmina weszła w skład nowo utworzonego woj. słupskiego.
1 lipca 1976 gmina została zniesiona, a jej tereny przyłączone do gmin:
- Nowa Wieś Lęborska (obszary sołectw: Łebień, Krępa Kaszubska, Karlikowo i Tawęcino),
- Wicko (obszary sołectw: Maszewko i Wojciechowo).